# 裴善根
裴善根（越南语：／，1885年—？），越南阮朝官員。

## 生平
父親裴慶演爲嗣德三十二年己卯科舉人，曾任侍郎原上審院按察使。弟弟爲官員裴善機。
1922年6月，諒江知府裴善根與荊門知府陶有魁互換。未到任，於次月改爲與平江知府鄭繼榮互換。1923年1月，換寧江知府。
1939年，陞二項總督銜。後以總督銜致仕。

## 著作
裴善根整理、出版了父親裴慶演的遺稿《金雲翹註釋》，